# 都農町
都農町（つのちょう）は、宮崎県児湯郡に属する町。県央地域に区分される。

## 地理
宮崎県の中東部、宮崎市の北北東約40kmの場所に位置する。西側は九州山地の一部に含まれる山地で、東側は日向灘に面する。
- 山：尾鈴山
- 川：名貫川
- 海：日向灘 -  今後発生が予見されている南海トラフ巨大地震の際には、町内の海岸に最大12mの津波が到達することが予想されている。この値は宮崎県下の市町で最大値となっている[1]。

### 隣接市町村
- 日向市
- 児湯郡：川南町・木城町

### 地名
- 川北

全町1大字。

## 地域
果樹栽培、施設園芸、畜産を中心とする農業を基幹産業とする町で、「都農ワイン」でもその名を知られる。
2010年3月口蹄疫が初見された。詳細は、2010年日本における口蹄疫の流行を参照のこと。
口蹄疫の発生により家畜は全頭殺処分となり、町の経済に深刻な影響を及ぼしたが、生産者救済のための道の駅の開業やふるさと納税への注力、一般財団法人つの未来まちづくり推進機構（つの未来財団）の設立などのきっかけとなった。

### リニア実験線
かつては磁気浮上式鉄道（マグレブ方式リニアモーターカー）の宮崎リニア実験線が日向市から町内にかけて敷設され、実験が行われたが、1996年（平成8年）をもって宮崎実験線でのリニア走行試験は終了した。跡地に、国際航業ホールディングスが、宮崎県の日向灘近くを南北に貫くリニアモーターカー宮崎実験線高架上約3.6kmにわたり、太陽光パネル1万2520枚を縦列に配置したメガソーラー発電所を2011年3月に完成し、稼働した。。

### ふるさと納税制度
2017年度のふるさと納税制度による納税額は79億円を上回る規模となり、全国でもトップクラスとなった。一方、制度を所管する総務省からは町が提供する高額返礼品は不適切と判断されており、2019年6月以降は4か月という期間を区切った限定的な参加（指定）措置となっている。

### デジタル化の推進
2020年代にはコロナ禍を乗り切るために産直サイトの事業が開始されたが、デジタル化の遅れが課題となっていたため、光回線通信網の整備、タブレット端末の無償貸与（2021年度中に全世帯への貸与完了）、ポータルサイト導入、サポート体制の構築などの施策が講じられた。

## 歴史

### 年表
- 1889年（明治22年）5月1日 - 都農村と川北村が合併して児湯郡都農村が発足。
- 1920年（大正9年）8月1日 - 都農村が町制施行して都農町が発足。

## 町長
- 2023年～：坂田広亮（さかたひろあき） - 1期目

## 議会

### 国政
衆議院小選挙区選挙では宮崎2区（延岡・日向・西都・児湯郡・西臼杵郡・東臼杵郡）に属する。近年選出の議員は以下のとおり。
- 2017年10月（第48回衆議院議員総選挙）
  - 江藤拓（自民）

### 宮崎県議会
本町と川南町、木城町、新富町、高鍋町で選挙区（西米良村を除く児湯郡）をなす。定数は3人。近年選出の議員は以下のとおり。
- 2007年4月
  - 坂口博美（自民）
  - 図師博規（無所属）
  - 松村悟郎（自民）

## 姉妹都市・提携都市

### 国内
- 糸満市（沖縄県）
  - 1993年12月姉妹都市提携

※太平洋戦争中、糸満町からの学童疎開児童を都農町が受け入れた。
- 佐呂間町（北海道常呂郡）
  - 1993年友好都市提携

※都農町・佐呂間町とも、町内に東洋ゴム工業のタイヤテストコースがある。

## 人口
| |                                        |  |
| 都農町と全国の年齢別人口分布（2005年） | 都農町の年齢・男女別人口分布（2005年） |  |
| ■紫色 ― 都農町 ■緑色 ― 日本全国 | ■青色 ― 男性 ■赤色 ― 女性              |  |
| 都農町（に相当する地域）の人口の推移 \| 1970年（昭和45年） \| 12,479人 \| \| \| 1975年（昭和50年） \| 12,675人 \| \| \| 1980年（昭和55年） \| 13,486人 \| \| \| 1985年（昭和60年） \| 13,859人 \| \| \| 1990年（平成2年） \| 13,229人 \| \| \| 1995年（平成7年） \| 12,618人 \| \| \| 2000年（平成12年） \| 12,321人 \| \| \| 2005年（平成17年） \| 11,811人 \| \| \| 2010年（平成22年） \| 11,137人 \| \| \| 2015年（平成27年） \| 10,391人 \| \| \| 2020年（令和2年） \| 9,906人 \| \| |                                        |  |
| 総務省統計局 国勢調査より |                                        |  |
| 1970年（昭和45年） | 12,479人                               |  |
| 1975年（昭和50年） | 12,675人                               |  |
| 1980年（昭和55年） | 13,486人                               |  |
| 1985年（昭和60年） | 13,859人                               |  |
| 1990年（平成2年） | 13,229人                               |  |
| 1995年（平成7年） | 12,618人                               |  |
| 2000年（平成12年） | 12,321人                               |  |
| 2005年（平成17年） | 11,811人                               |  |
| 2010年（平成22年） | 11,137人                               |  |
| 2015年（平成27年） | 10,391人                               |  |
| 2020年（令和2年） | 9,906人                                |  |

## 教育

### 高等学校
- 宮崎県立都農高等学校

### 中学校
- 都農町立都農中学校

### 小学校
- 都農町立都農小学校
- 都農町立都農南小学校
- 都農町立都農東小学校
  - 内野々分校

### 幼稚園
- 都農聖愛幼稚園

## 経済

### 主な企業
- コーソクグループ都農ソーラーパーク（太陽光発電）
- グリーンバイオマスファクトリー（バイオマス発電）
- サンアグリフーズ
- 都農農産
- 都農ペレット工業
- 日本プラス工業宮崎工場
- ピーシーピー都農工場（ペットフード製造）
- 宮崎ソーラーウェイ都農発電所（太陽光発電）
- ミヤチク都農工場（食肉加工）
- 有明産業都農工場（洋樽製造）[6]

## 施設

### 公園
- 藤見（運動）公園（日本陸連認定グラウンド）

### 体育施設
- 都農町民体育館

### 文化施設
図書館
- 都農町民図書館

公民館
- 木戸の平公民館

営農研修館
- 都農組営農研修館
- 福原尾営農研修館
- 山末営農研修館

その他の文化施設
- 都農町塩月記念館

### 商業施設
主な商業施設
- Ａコープ都農店
- パントリーけいすけ
- 東九州エヌケイファーム
- ホームプラザナフコ都農店
- コメリハード＆グリーン都農店
- ドラッグイレブン都農店
- ファミリーファッションかやしま

地場産業型商業施設
- 道の駅つの

### 福祉施設
保育所
- 都農保育園
- 尾鈴保育園
- 一の宮保育園
- 信楽寺保育園

高齢者福祉施設
- グループホームあおぞら
- 尾鈴荘グループホームおすず

### エネルギー施設
- グリーンバイオマスファクトリー都農発電所
- コーソクグループ都農ソーラーパーク（太陽光発電）
- 宮崎ソーラーウェイ都農発電所（太陽光発電）

### 公共機関
- 宮崎県都農食肉衛生検査所

### 医療機関
病院
- 都農町国民健康保険病院

診療所
- 高嶋医院
- つねよしクリニック
- ながとも医院

### 宗教施設
神社
- 都農神社（日向国一之宮）
- 金比羅神社
- 菅原神社
- 三日月神社
- 三日月原神社
- 宮野尾熊野神社
- 宮原神社

寺院
- 円通寺
- 行真寺
- 浄土寺
- 長福寺
- 報恩寺
- 龍雲寺

### 金融機関
銀行
- 宮崎銀行都農支店
- 宮崎太陽銀行都農支店

農業協同組合
- ＪＡおすず都農支所

### 日本郵政グループ
日本郵便
- 都農郵便局
- 東都農郵便局

## 交通
- 最寄空港は宮崎空港。

### 鉄道

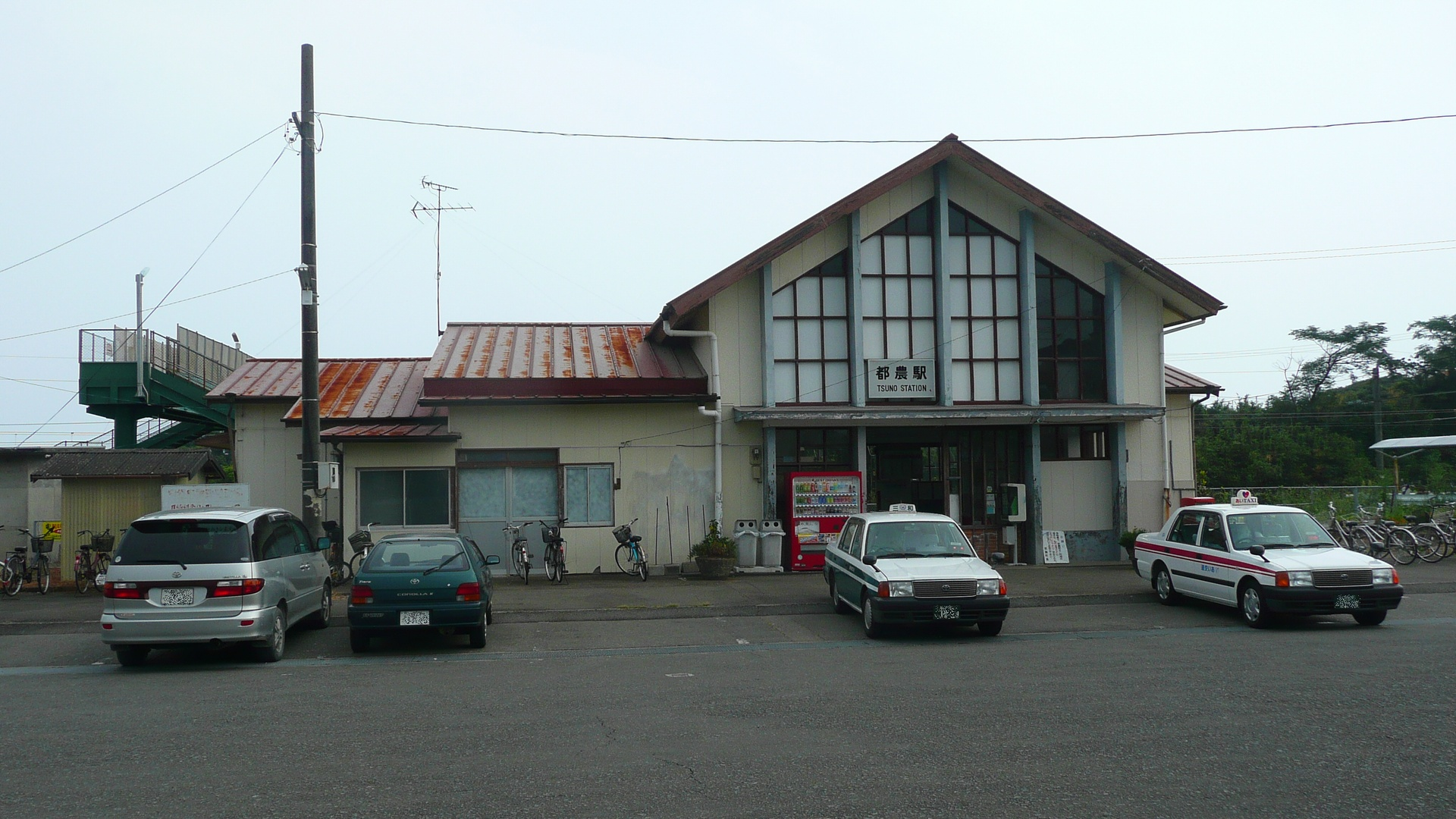
都農駅

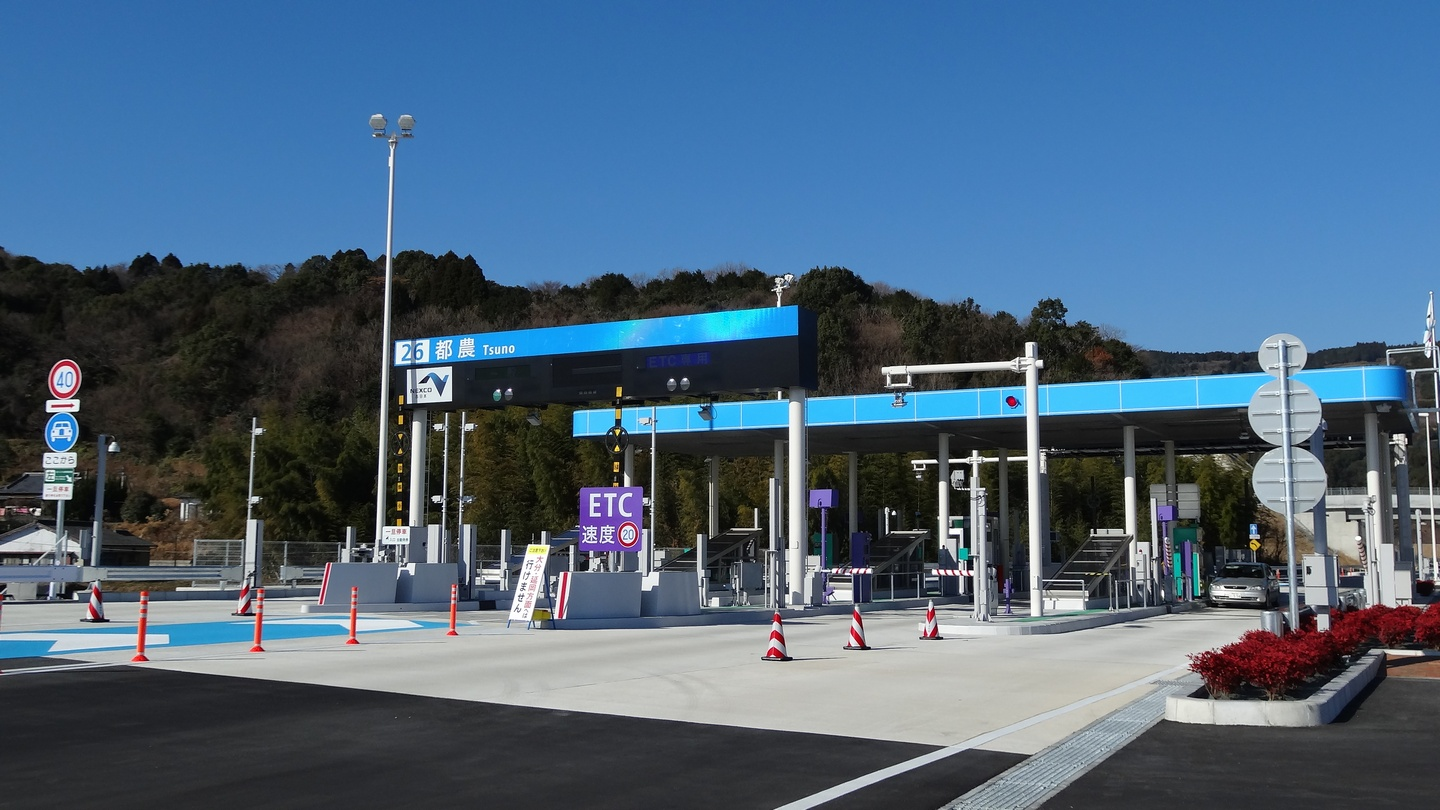
都農IC料金所

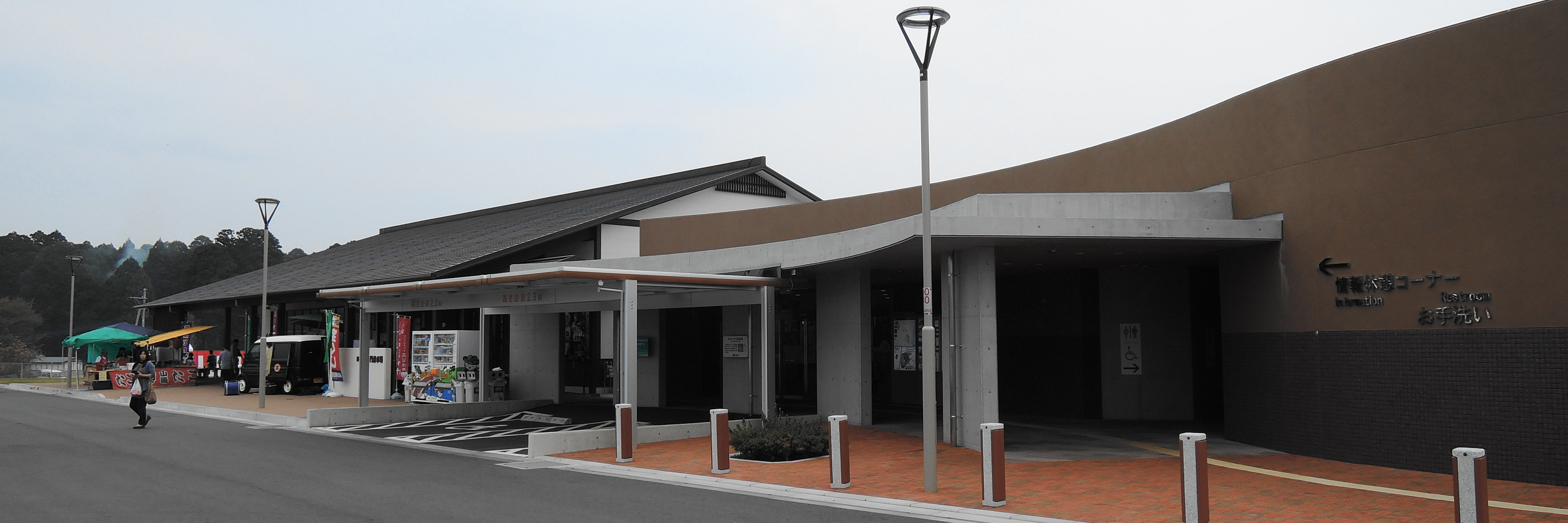
道の駅つの

- 九州旅客鉄道（JR九州）
  - 日豊本線
    - 東都農駅 - 都農駅

中心駅は都農駅。

### 路線バス
- 三和交通 - 高鍋町・川南町・都農町を結ぶ路線を運行する。
  - 海老原総合病院 - 高鍋BC - 高鍋駅 - 農業大学校前 - トロントロン - 宮崎病院 - 都農 - 道の駅つの - 都農町立病院
- 都農町地域福祉バス - 町内各地

かつては町内各地に宮崎交通の路線があったが、高鍋 - 都農間の路線が2023年9月限りで廃止されたのを最後に町内からすべて消滅した。

### 道路

#### 高速道路
- E10 東九州自動車道

【日向市】 - (26)都農IC - 【児湯郡川南町】

#### 一般国道
- 国道10号
  - 道の駅つの

#### 県道
主要地方道
- 宮崎県道40号都農綾線 - 都農町から綾町に至る主要地方道
- 日向灘沿岸北部広域農道（尾鈴サンロード） - 都農町と日向市の、国道10号の西側を並行に走っている

## 観光

### 名所・旧跡

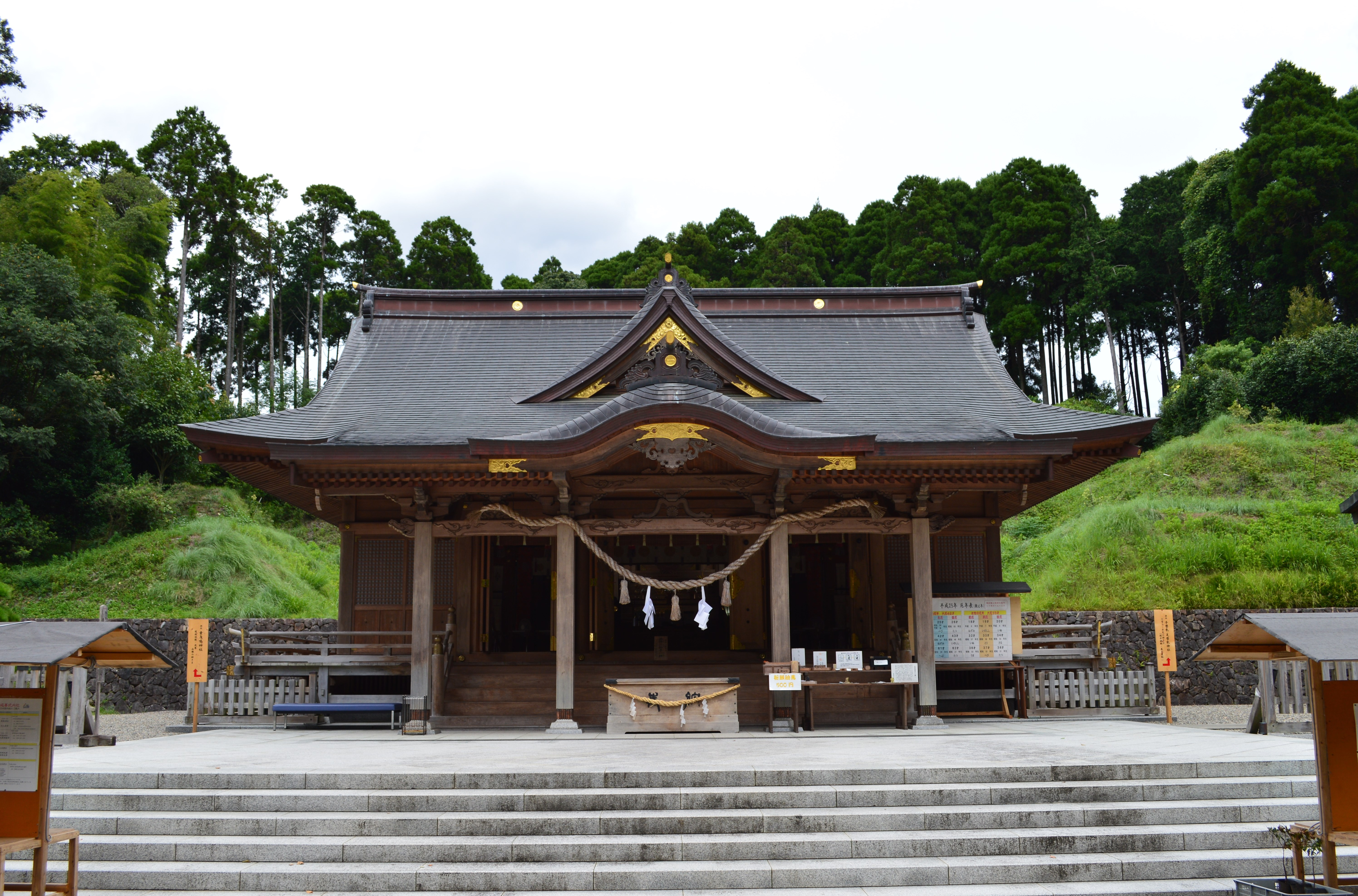
都農神社

- 矢研の滝（尾鈴山、日本の滝百選）

毎年、4月に尾鈴山開き、7月にキャンプ場開きと滝めぐり、11月にもみじ祭り、が行われている。
- 日向国一之宮都農神社（別表神社）

毎年8月1、2日に行われる夏祭り（夏大祭）には、神輿が都農町内を巡幸して行く。また、四台の太鼓台が町中を練り歩き、多くの観光客が押し寄せる。太平洋戦争中も中止することなく毎年行われているが、2010年は口蹄疫への防疫対策から中止となった。
毎年12月4、5日に行われる冬祭り（冬大祭）には、炎で照らされた神楽奉納が行われる。
- 赤木家住宅
- 都農ワイナリー

都農ワインまつりが毎年10月に行われている。
- 道の駅つの

2013年7月31日オープン。

### イベント
- 都農尾鈴マラソン大会：毎年2月11日に開催される。

　　現在の種目は、ハーフ、10km、5km、3km、の4種目。
40回目の2008年は、全国から約1,403名が参加した。
41回目の2009年は、全国から約1,600名が参加した。
42回目の2010年は、全国から約2,000名が参加した。
43回目の2011年は、鳥インフルエンザの発生で中止になった。
44回目の2012年は、全国から約1,800名が参加した。
45回目の2013年は、全国から約2,800名が参加した。
46回目の2014年は、全国から約3,300名が参加した。
47回目の2015年は、全国から約3,000名が参加した。

### スポーツ施設等
- 藤見公園陸上競技場
- ジムカーナ（日本自動車連盟公認）：2月・10月

### スポーツチーム
- ヴェロスクロノス都農

### 特産品
- うに
- 都農ワイン 「世界のワイン百選」（2004年版）に選ばれた。
- 金ふぐ（シロサバフグ）

## 都農町出身の有名人
- 永友洋司（ラグビー元日本代表、前サントリーサンゴリアス監督、現キヤノンイーグルス監督）
- 甲斐雅人（元プロ野球選手）
- 村田広光（陸上選手、プロ野球コーチ）
- 河野保人（ツィター奏者）
- 河野貴志（サッカー選手、ブラウブリッツ秋田）
- 黒木増夫 （元明治安田生命保険相互会社常務執行役員）
- 渕通義（農学者、衆議院議員）

## 都農町に関わりのある人物
- 長友俊明（元町長、都農町名誉町民、大津市出身）
- 森ミドリ（都農町愛歌作曲者）